# Mentzelia uintahensis
Mentzelia uintahensis är en brännreveväxtart som först beskrevs av Noel Herman Holmgren och P.K.Holmgren, och fick sitt nu gällande namn av J.J.Schenk och L.Hufford. Mentzelia uintahensis ingår i släktet Mentzelia och familjen brännreveväxter. Inga underarter finns listade i Catalogue of Life.